# Technische Universiteit Yıldız
De Yıldız Teknik Üniversitesi (YTÜ) is een technische universiteit gewijd aan de technische wetenschappen en is een van de meest vooraanstaande onderwijsinstellingen in Istanbul, Turkije. De centrale campus ligt in de wijk Beşiktaş.